# Persone di nome Dave
| Questa pagina contiene informazioni ricavate automaticamente dalle voci biografiche con l'ausilio del template Bio e di un bot. L'aggiornamento è periodico e automatico e ricostruisce completamente la pagina. Se manca una persona in questa lista, sei pregato di non aggiungerla, ma accertati piuttosto che la sua voce biografica contenga il template Bio e che i dati anagrafici siano correttamente compilati. Se il template Bio manca, inseriscilo tu stesso o, in alternativa, metti l'avviso {{tmp\|Bio}} che ne segnala la mancanza. Se i dati riportati sono sbagliati, correggi direttamente la voce biografica; le modifiche saranno visibili in questa lista entro pochi giorni. Per chiarimenti vedi il progetto antroponimi. La lista contiene solo le 121 persone che sono citate nell'enciclopedia e per le quali è stato implementato correttamente il template Bio. Pagina aggiornata al 6 ago 2025. |

Questa è una lista di persone presenti nell'enciclopedia che hanno il nome Dave, suddivise per attività principale.

## Allenatori di calcio(10)
- Dave Bickles, allenatore di calcio e calciatore inglese (West Ham, n. 1944 - Havering, † 1999)
- Dave Booth, allenatore di calcio e ex calciatore inglese (Darton, n. 1948)
- Dave Leworthy, allenatore di calcio e ex calciatore inglese (Portsmouth, n. 1962)
- Dave MacLaren, allenatore di calcio e calciatore scozzese (Auchterarder, n. 1934 - Castlemaine, † 2016)
- Dave Mackay, allenatore di calcio e ex calciatore scozzese (Rutherglen, n. 1980)
- David McPherson, allenatore di calcio e ex calciatore scozzese (Paisley, n. 1964)
- Dave Russell, allenatore di calcio e calciatore scozzese (Dundee, n. 1914 - Birkenhead, † 2000)
- Dave Smith, allenatore di calcio e calciatore scozzese (Dundee, n. 1933 - † 2022)
- Dave Swindlehurst, allenatore di calcio e ex calciatore inglese (Edgware, n. 1956)
- Dave Watson, allenatore di calcio e ex calciatore inglese (Liverpool, n. 1961)

## Allenatori di football americano(1)
- Dave Canales, allenatore di football americano statunitense (n. 1981)

## Animatori(1)
- Dave Fleischer, animatore, produttore cinematografico e regista statunitense (New York, n. 1894 - Hollywood, † 1979)

## Archivisti(1)
- Dave Smith, archivista e saggista statunitense (Pasadena, n. 1940 - Burbank, † 2019)

## Attori(7)
- Dave Annable, attore statunitense (Suffern, n. 1979)
- Dave Baez, attore statunitense (New Bedford, n. 1971)
- Dave Barry, attore, comico e doppiatore statunitense (New York, n. 1918 - Beverly Hills, † 2001)
- Dave Franco, attore statunitense (Palo Alto, n. 1985)
- Dave Johns, attore inglese (Wallsend, n. 1956)
- Dave O'Brien, attore, regista e commediografo statunitense (Big Spring, n. 1912 - Isola di Santa Catalina, † 1969)
- Dave Thompson, attore britannico (Bristol, n. 1959)

## Autori di videogiochi(2)
- Dave Gilbert, autore di videogiochi statunitense (n. 1976)
- Dave Grossman, autore di videogiochi e designer statunitense (San Francisco, n. 1965)

## Avvocati(1)
- Dave Spitz, avvocato e bassista statunitense (New York, n. 1955)

## Bassisti(5)
- Dave Alexander, bassista statunitense (Whitmore Lake, n. 1947 - Ann Arbor, † 1975)
- Dave Hope, bassista e religioso statunitense (Topeka, n. 1949)
- Dave LaRue, bassista statunitense (Woodbridge, n. 1956)
- Dave Pegg, bassista britannico (Birmingham, n. 1947)
- Dave Tregunna, bassista britannico

## Batteristi(5)
- Dave Chavarri, batterista peruviano (Lima, n. 1967)
- Dave Dowle, batterista britannico (Londra, n. 1953)
- Dave Krusen, batterista statunitense (Tacoma, n. 1966)
- Dave McClain, batterista statunitense (Wiesbaden, n. 1965)
- Dave Weckl, batterista statunitense (Saint Louis, n. 1960)

## Calciatori(15)
- Dave van den Bergh, ex calciatore olandese (Amsterdam, n. 1976)
- Dave Gillett, ex calciatore scozzese (Edimburgo, n. 1951)
- Dave Harper, calciatore inglese (Peckham, n. 1938 - Eastbourne, † 2013)
- Dave Jokerst, ex calciatore statunitense (Saint Louis, n. 1946)
- Dave Kwakman, calciatore olandese (Volendam, n. 2004)
- Dave Mackay, calciatore e allenatore di calcio scozzese (Edimburgo, n. 1934 - Nottingham, † 2015)
- Dave Metchick, ex calciatore inglese (Bakewell, n. 1943)
- Dave Radrigai, calciatore figiano (n. 1990)
- Dave Regis, ex calciatore inglese (Paddington, n. 1965)
- Dave Romney, calciatore statunitense (Irvine, n. 1993)
- Dave Thomas, ex calciatore inglese (Kirkby-in-Ashfield, n. 1950)
- Dave Thomson, calciatore scozzese (n. 1938 - † 2016)
- Dave Thomson, ex calciatore scozzese (n. 1943)
- David Waterman, ex calciatore nordirlandese (Guernsey, n. 1977)
- Dave Zafarin, ex calciatore olandese (Kerkrade, n. 1978)

## Cantanti(10)
- Dave Davies, cantante e chitarrista britannico (Muswell Hill, n. 1947)
- Dave Dictor, cantante e produttore discografico statunitense (New York, n. 1956)
- Dave Edmunds, cantante, chitarrista e produttore discografico gallese (Cardiff, n. 1944)
- Dave Evans, cantante britannico (Carmarthen, n. 1952)
- Dave King, cantante irlandese (Dublino, n. 1961)
- Dave Lepard, cantante e chitarrista svedese (Uppsala, n. 1980 - Uppsala, † 2006)
- Dave Meniketti, cantante e chitarrista statunitense (Oakland, n. 1953)
- Dave Quackenbush, cantante statunitense
- Dave Smalley, cantante e chitarrista statunitense
- Dave Willetts, cantante e attore teatrale britannico (Birmingham, n. 1952)

## Cantautori(5)
- Dave Bickler, cantautore e musicista statunitense (Chicago, n. 1953)
- Dave Gahan, cantautore inglese (Epping, n. 1962)
- Dave Matthews, cantautore, chitarrista e attore sudafricano (Johannesburg, n. 1967)
- Dave Peyton, cantautore, pianista e arrangiatore statunitense (n. 1889 - † 1955)
- Dave Townsend, cantautore e cantante britannico

## Cestisti(1)
- Dave Feitl, ex cestista statunitense (Butler, n. 1962)

## Chitarristi(6)
- Dave Burgess, chitarrista, cantante e compositore statunitense (Beverly Hills, n. 1934)
- Dave Cairns, chitarrista e tastierista inglese (Walthamstow, n. 1958)
- Clem Clempson, chitarrista britannico (Tamworth, n. 1949)
- Dave Flett, chitarrista scozzese (Aberdeen, n. 1950)
- Dave Kushner, chitarrista statunitense (Los Angeles, n. 1965)
- Dave Rude, chitarrista statunitense (Oakland, n. 1978)

## Ciclisti su strada(2)
- Dave Bruylandts, ex ciclista su strada belga (Lier, n. 1976)
- Dave Lloyd, ex ciclista su strada, pistard e mountain biker britannico (Oswestry, n. 1949)

## Compositori(2)
- Dave Holland, compositore e contrabbassista inglese (Wolverhampton, n. 1946)
- Dave Malloy, compositore, paroliere e attore statunitense (Cleveland, n. 1976)

## Critici musicali(1)
- Dave Marsh, critico musicale statunitense (New York, n. 1950)

## Designer(1)
- Dave Goelz, designer e attore statunitense (Los Angeles, n. 1946)

## Dirigenti sportivi(1)
- Dave Brailsford, dirigente sportivo britannico (Shardlow, n. 1964)

## Disc jockey(1)
- Dave Lee, disc jockey e produttore discografico britannico (n. 1964)

## Doppiatori(3)
- Dave Fennoy, doppiatore e attore statunitense (Silver Spring, n. 1952)
- Dave B. Mitchell, doppiatore e musicista statunitense (Tullahoma, n. 1969)
- Dave Wittenberg, doppiatore sudafricano (Johannesburg, n. 1971)

## Fumettisti(5)
- Dave Cockrum, fumettista statunitense (Pendleton, n. 1943 - Belton, † 2006)
- Dave Gibbons, fumettista e disegnatore britannico (Londra, n. 1949)
- Dave McKean, fumettista, illustratore e regista britannico (Maidenhead, n. 1963)
- Dave Sim, fumettista canadese (Hamilton, n. 1956)
- Dave Stevens, fumettista e illustratore statunitense (Lynwood, n. 1955 - Turlock, † 2008)

## Giocatori di football americano(2)
- Dave Lapham, ex giocatore di football americano statunitense (Melrose, n. 1952)
- Dave Tollefson, giocatore di football americano statunitense (Walnut Creek, n. 1982)

## Giocatori di freccette(1)
- Dave Chisnall, giocatore di freccette inglese (St Helens, n. 1980)

## Hockeisti su ghiaccio(2)
- Dave Richardson, hockeista su ghiaccio canadese (St. Boniface, n. 1940 - Winnipeg, † 2022)
- Dave Snuggerud, ex hockeista su ghiaccio statunitense (Minnetonka, n. 1966)

## Imprenditori(1)
- Dave Thomas, imprenditore statunitense (Atlantic City, n. 1932 - Fort Lauderdale, † 2002)

## Musicisti(5)
- Dave Bartholomew, musicista, produttore discografico e compositore statunitense (Edgard, n. 1918 - New Orleans, † 2019)
- Dave Benton, musicista estone (Aruba, n. 1951)
- Dave Clark, musicista, compositore e produttore discografico britannico (Londra, n. 1939)
- Dave Pybus, musicista britannico (Heckmondwike, n. 1970)
- Dave Van Ronk, musicista e cantautore statunitense (New York, n. 1936 - New York, † 2002)

## Pianisti(2)
- Dave Brubeck, pianista e compositore statunitense (Concord, n. 1920 - Norwalk, † 2012)
- Dave Burrell, pianista statunitense (Middletown, n. 1940)

## Piloti automobilistici(1)
- Dave Helmick, pilota automobilistico statunitense (n. 1937 - † 2019)

## Piloti motociclistici(1)
- Dave Simmonds, pilota motociclistico britannico (Londra, n. 1939 - Rungis, † 1972)

## Polistrumentisti(1)
- Dave Suzuki, polistrumentista statunitense (Las Vegas, n. 1972)

## Produttori discografici(4)
- Dave Audé, produttore discografico statunitense (Atlanta, n. 1969)
- Dave Cobb, produttore discografico statunitense (Savannah, n. 1974)
- Dave Fortman, produttore discografico e chitarrista statunitense
- Dave Jerden, produttore discografico e musicista statunitense (n. 1949 - † 2025)

## Produttori televisivi(1)
- Dave Hughes, produttore televisivo e editore statunitense (n. 1971)

## Pugili(1)
- Dave McAuley, pugile britannico (Larne, n. 1961)

## Registi(2)
- Dave Mullins, regista, sceneggiatore e animatore statunitense
- Dave Thomas, regista e comico canadese (St. Catharines, n. 1949)

## Scrittori(2)
- Dave DeWitt, scrittore statunitense (Boston, n. 1944)
- Dave Eggers, scrittore, editore e saggista statunitense (Boston, n. 1970)

## Stuntman(1)
- Dave England, stuntman e skater statunitense (Ventura, n. 1969)

## Tastieristi(4)
- Dave Greenslade, tastierista e organista britannico (Woking, n. 1943)
- Dave Parker, tastierista statunitense (n. 1978)
- Dave Sinclair, tastierista, organista e compositore britannico (Herne Bay, n. 1947)
- Dave Stewart, tastierista e compositore britannico (Londra, n. 1950)

## Tennisti(1)
- Dave Randall, ex tennista statunitense (Memphis, n. 1967)

## Trombettisti(1)
- Dave Douglas, trombettista, compositore e produttore discografico statunitense (n. 1963)

## Violoncellisti(1)
- Dave Eggar, violoncellista, pianista e compositore statunitense (Riverside, n. 1976)

## Senza attività specificata(1)
- Mysterious Dave Mather, pistolero statunitense (Connecticut, n. 1851)